# Pernille Harder (bádminton)
Pernille Harder (Odder, 3 de septiembre de 1977) es una deportista danesa que compitió en bádminton, en la modalidad de dobles.
Ganó dos medallas en el Campeonato Europeo de Bádminton, plata en 2002 y bronce en 2004.

## Palmarés internacional
| Campeonato Europeo | Campeonato Europeo | Campeonato Europeo | Campeonato Europeo |
| Año                | Lugar              | Medalla            | Prueba             |
| ------------------ | ------------------ | ------------------ | ------------------ |
| 2002               | Malmö (Suecia)     | Medalla de plata   | Dobles             |
| 2004               | Ginebra (Suiza)    | Medalla de bronce  | Dobles             |